# مشعان الجبوري
مشعان الجبوري هو سياسي عراقي، كان مقيم في سوريا ثم عاد إلى العراق.
ولد مشعان الجبوري في بلدة الشرقاط جنوب مدينة الموصل لعائلة تنتمي إلى آل جبور. فر من العراق خلال الحرب العراقية الإيرانية واستقر في سوريا، وعاد مجددا إلى العراق بعد الإحتلال الأمريكي ليُعيّن حاكما لمحافظة نينوى لفترة وجيزة كما أسس قناة فضائية باسم قناة الزوراء. لجأ مشعان الجبوري مجددا إلى سوريا بعد اتهامه بالتعاون مع مجموعات معادية للدولة ومؤيدة لصدام حسين، فأنشأ فيها قناة الرأي التي اشتهرت بدعمها للقذافي. غير أن السلطات السورية أغلقت القناة فعاد مجدداً إلى العراق بعد أن عفي عنه وفتح قناة الشعب.
قامت المفوضية العليا المستقلة للانتخابات في العراق باستبعاده من الترشيح للانتخابات النيابية لسنة 2014 عازية ذلك إلى «إساءته للكرد».وهو مخالف لنظام الدعاية الانتخابية بعد ترشحه ضمن ائتلاف العربية التي يتزعمها نائب رئيس الوزراء لشؤون الخدمات صالح المطلك.
وتمت إعادته للانتخابات بقرار قضائي آخر ولكنه لم يحصل على مقعد نيابي لأنه حل بالمركز الثالث بعد أحمد عبد الله الجبوري وبدر الفحل لكنه بعدها بأشهر تمكّن من الحصول على مقعد في مجلس النواب بسبب صعود النائب أحمد عبد الله الجبوري إلى الحكومة كوزير حيث أدى مشعان الجبوري اليمين كنائب بالبرلمان كبديل لعبد الله الجبوري في شهر سبتمبر 2014

## الغاء العضوية في مجلس النواب العراقي
ألغت المحكمة الاتحادية العراقية عضوية مشعان الجبوري في مجلس النواب العراقي في دورته الخامسة. بسبب تزوير شهادة التحصيل الدراسي.

## انظر ايضاً
- قناة الزوراء
- قناة الرأي